# Dead space (anatomi)

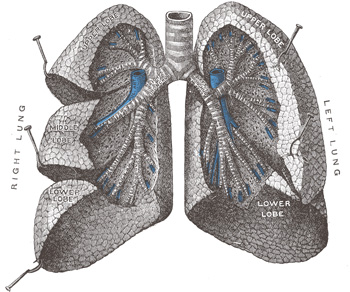
Lungor med lungvävnad avlägsnad för att visa bronkerna och bronkiolerna. Bild från Gray's Anatomy of the Human Body, 1918.

Dead space, kallas ibland för döda rummet, är en anatomisk term för den luft som andas in, men aldrig kommer fram till alveolerna, där det aktiva gasutbytet sker.

## Anatomi
Luftvägarna börjar vid näsan och mun och går via luftstrupen till lungorna och ut i alveolerna. Alveolerna är mycket små och runt dem går kapillärer som avger koldioxid och tar upp syre.

## Anatomisk dead space
Den del av luftvägarna som sträcker sig ner till där lungorna börjar, inklusive de största bronkerna i lungorna. Denna del rymmer cirka 150 ml hos en vuxen man som väger 68 kg.
Om man tar djupa andetag, istället för lätta, så minskar man den procentuella andelen luft i dead space, eftersom volymen i lungorna blir större i förhållande till volymen dead space, som är konstant. Denna del av dead space kan förstoras om man andas genom ett rör, till exempel en snorkel. Då kommer en del av den koldioxidrika luften som vi andas ut att vara kvar i röret och åka ner i lungorna igen, och därför medverka till att syrgasutbytet försämras, den procentuella andelen luft som är dead space ökar då.

## Fysiologisk dead space

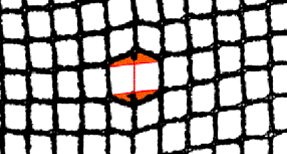
Det röda området visar den extravolym som en alveol får i lungemfysem om väggen mellan två alveoler går sönder.

Fysiologiskt dead space är summan av anatomiskt dead space, som är konstant, samt summan av luft som inte bidrar till gasutbytet i lungorna. Ibland kallas detta område, som syns främst i patologiska sammanhang, för "alveolärt dead space".
"Alveolärt dead space" motsvarar den luft i lungorna som inte kommer i kontakt med alveolernas väggar så att ett gasutbyte kan ske. Denna del är normalt försumbar, men kan utgöra en ansenlig del av fysiologiska dead space hos en person med lungsjukdom.
Denna del av dead space kan påverkas drastiskt vid olika lungsjukdomar. Lungemfysem innebär att mellanväggen mellan två alveoler spricker upp, så att man får en förstorad alveol. Denna har större volym, och får då mindre kontaktyta för syreutbytet. Man har kvar samma totalvolym på lungan, men dead space ökar vilket leder till sämre syreupptagningsförmåga och andningsproblem.
Ett annat exempel är förändringar i kapillärt blodflöde kring alveolerna. Då kommer alveolerna visserligen att fyllas med luft, men denna luft kommer inte att bidra till gasutbyte eftersom blodflödet är otillräckligt. Detta sker exempelvis vid blodproppar, det vill säga när man drabbats av en emboli.
Dock skall tilläggas att en del av lungornas funktion är just att filtrera ut små embolier, vilket medför att lungorna ständigt utsätts för dessa i mindre omfattning. Detta är att betrakta som normalt, men det bidrar till viss ökning av dead space.

## Mekanisk dead space
När man sätter in tuber i luftrören för att kontrollera andningen så blir en del av tubens rör en förlängning av dead space, på samma sätt som snorkeln i exemplet ovan. Eftersom denna del av dead space inte är biologiskt skapad utan mekaniskt kallas det för mekanisk dead space.

## Beräkna dead space
Man kan beräkna dead space genom att mäta koldioxidhalten i utandningsluften. Eftersom koldioxidens partialtryck är nära noll kan man räkna på att all koldioxid som utandas kommer från blodet genom gasutbytet enbart från de fungerande alveolerna. Genom att mäta koldioxidens partialtryck i fungerande alveoler (som kan antas ha samma partialtryck av koldioxid som blodet), och jämföra med partialtrycket av koldioxid i utandningsluften kan man se hur stor del av denna som "späds ut" av de utrymmen som inte deltar i gasutbyte.